# Чемпионат Европы по горному бегу 2002
Чемпионат Европы по горному бегу 2002 года прошёл 7 июля в Камара-ди-Лобуше, курортном городе на острове Мадейра (Португалия). Участники соревновались в дисциплине горного бега «вверх-вниз». Разыгрывались 4 комплекта наград: по два в индивидуальном и командном зачётах среди мужчин и женщин.
С 2002 года организацией соревнований стала заниматься Европейская легкоатлетическая ассоциация (ЕАА), в связи с чем они получили название Чемпионат Европы по горному бегу. Предыдущие семь розыгрышей турнира проходили как Кубок Европы по горному бегу (англ. European Mountain Running Trophy) и организовывались Международной ассоциацией горного бега (WMRA) под патронажем ЕАА. Несмотря на то, что официально чемпионат стал первым в истории, результаты прошлых розыгрышей не были обособлены, а их победители были приравнены по статусу к чемпионам Европы.
Трасса начиналась около скалы Кабу-Жиран на побережье Атлантического океана и пролегала по местным горам. Высшая точка маршрута находилась в районе Жардин-да-Серра (1372 метра над уровнем моря). На старт вышел 101 бегун (61 мужчина и 40 женщин) из 19 стран Европы. Каждая страна могла выставить до 4 человек в каждый из забегов. Сильнейшие в командном первенстве определялись по сумме мест трёх лучших участников.
Россиянка Светлана Демиденко уверенно выиграла соревнования во второй раз подряд, опередив серебряного призёра более чем на минуту. Алексис Же-Фабри стал первым чемпионом Европы по горном бегу из Швейцарии.

## Медалисты
Курсивом выделены участники, чей результат не пошёл в зачёт команды

### Мужчины
| Дисциплина                           | Золото                                                                    | Золото   | Серебро                                                                    | Серебро | Бронза                                                       | Бронза   |
| ------------------------------------ | ------------------------------------------------------------------------- | -------- | -------------------------------------------------------------------------- | ------- | ------------------------------------------------------------ | -------- |
| 13,2 км перепад высот: +685 м −540 м | Алексис Же-Фабри Швейцария                                                | 56.37    | Марко Де Гаспери Италия                                                    | 56.55   | Абдюлкадир Тюрк Турция                                       | 57.52    |
| 13,2 км (команды)                    | Италия · Марко Де Гаспери · Эмануэле Манци · Марко Гайярдо · Лучо Фрегона | 11 очков | Австрия · Флориан Хайнцле · Маркус Крёлль · Александр Ридер · Хельмут Шмук | 21 очко | Франция · Франк Лелю · Жиль Ру · Раймон Фонтен · Жиль Сегрис | 47 очков |

### Женщины
| Дисциплина                          | Золото                                                                        | Золото  | Серебро                                                                     | Серебро | Бронза                                                                | Бронза   |
| ----------------------------------- | ----------------------------------------------------------------------------- | ------- | --------------------------------------------------------------------------- | ------- | --------------------------------------------------------------------- | -------- |
| 8,7 км перепад высот: +532 м −532 м | Светлана Демиденко Россия                                                     | 39.59   | Катрин Лаллеман Бельгия                                                     | 41.05   | Анна Пихртова Чехия                                                   | 42.01    |
| 8,7 км (команды)                    | Италия · Валентина Белотти · Ромина Седони · Виттория Сальвини · Аша Тонолини | 22 очка | Чехия · Анна Пихртова · Павла Матяшова · Павла Розковцова · Барбара Кунцова | 41 очко | Великобритания · Анджела Мудж · Роуан Смит · Натали Уайт · Луиза Шарп | 50 очков |

## Медальный зачёт
Медали завоевали представители 9 стран-участниц.
 Принимающая страна
| Место | Страна         | Золото | Серебро | Бронза | Всего |
| ----- | -------------- | ------ | ------- | ------ | ----- |
| 1     | Италия         | 2      | 1       | 0      | 3     |
| 2     | Россия         | 1      | 0       | 0      | 1     |
| 2     | Швейцария      | 1      | 0       | 0      | 1     |
| 4     | Чехия          | 0      | 1       | 1      | 2     |
| 5     | Австрия        | 0      | 1       | 0      | 1     |
| 5     | Бельгия        | 0      | 1       | 0      | 1     |
| 7     | Великобритания | 0      | 0       | 1      | 1     |
| 7     | Турция         | 0      | 0       | 1      | 1     |
| 7     | Франция        | 0      | 0       | 1      | 1     |
| Всего | Всего          | 4      | 4       | 4      | 12    |